# XX Years Live
XX Years Live é o segundo álbum gravado ao vivo pela banda Resurrection Band, lançado em 1992.
É um álbum duplo que serve de comemoração dos vinte anos de carreira da banda, gravado em Março do mesmo ano em Chicago no Copernicus Center Theatre.

## Faixas

### Disco 1
1. "Introduction/Waves" – 2:49
2. "Military Man" – 3:29
3. "Afrikaans" – 3:02
4. "Attention" – 3:47
5. "Colours" – 3:36
6. "Players" – 3:25
7. "The Struggle" – 3:50
8. "Fiend or Foul" – 5:00
9. "Alienated" – 2:00
10. "Paint a Picture" – 4:26
11. "Wendi's Rap" – 4:43
12. "Right on Time" – 5:10
13. "Love Comes Down" – 3:25
14. "White Noise" – 5:09

### Disco 2
1. "My Jesus Is All" – 4:42
2. "Lovespeak" – 3:25
3. "In Your Arms" – 3:36
4. "Bargain" – 4:50
5. "Shadows" – 4:47
6. "Somebody to Love" – 2:50
7. "Every Time It Rains" – 4:29
8. "Where Roses Grow" – 9:12
9. "Light/Light" – 4:00
10. "Glenn's Rap" – 5:56
11. "I Will Do My Last Singing in this Land, Somewhere" – 4:27

## Créditos
- Glenn Kaiser - Vocal, guitarra
- Wendi Kaiser - Vocal
- Stu Heiss - Guitarra, teclados
- Roy Montroy - Baixo, teclados
- John Herrin - Bateria
- Hilde Bialach - Teclados
- Willie Kemp - Teclados
- Steve Eisen - Saxofone